# بيغ هيوج غيمز
بيغ هيوج غيمز (بالإنجليزية: .Big Huge Games Inc)‏ هي شركة تعمل على مطور لألعاب الحاسوب مقرها ولاية ماريلاند الأمريكية. تأسست الشركة في فبراير 2000 من طرف أربعة محترفين في مجال تطوير صناعة الألعاب: Tim Train وDavid Inscore وجايسون كولمان؛ وBrian Reynolds المصمم الرئيسي لألعاب سيفيليزيشن 2 وألفا سيناتوري وColonization.